# Christus in de woestijn (Woestyne)

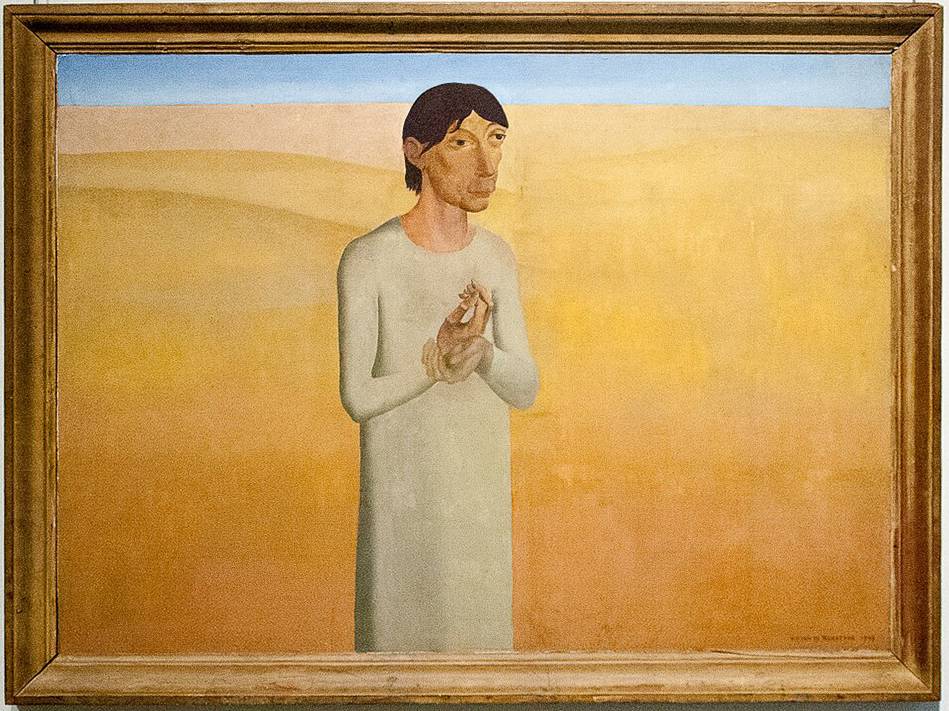

Het schilderij Christus in de woestijn is gemaakt door kunstschilder Gustave Van de Woestyne in het jaar 1939. De compositie in het schilderij is sober en beperkt tot een paar kleuren. Alleen het gezicht en de handen zijn gedetailleerd geschilderd. Wat opmerkelijk is, is het verschil in kleur van de beide handen, dat verschil in kleur beklemtoont het rituele gebaar.
- Koninklijk Instituut voor het Kunstpatrimonium: 133634